# 대광중학교 (경기)
대광중학교(大光中學校)는 대한민국 경기도 연천군 신서면 도신리에 있는 공립 중학교이다.

## 학교 연혁
- 1972년 12월 26일 : 대광중학교 설립인가
- 1973년 3월 1일 : 개교, 초대 윤영봉 교장 취임 - 제1회 110명 졸업
- 1976년 2월 27일 : 교사 개축(2층 구조, 1,530,9m2)
- 2020년 3월 1일 : 대광초중학교로 통합 운영(초대 안선근 교장)
- 2020년 3월 1일 : 중등 3학급 개설
- 2021년 2월 5일 : 대광중 제46회 졸업(졸업 6명, 누계 3,582명)

## 참고 자료
- 대광중학교 - 한국교육학술정보원 학교알리미